# Svanetigebergte
Het Svanetigebergte (Georgisch: სვანეთის ქედი, Svanetis kedi) is een ongeveer 90 kilometer lang oost-west-georiënteerd gebergte van de Grote Kaukasus in het noorden van Georgië. Het gebergte ligt geheel in de landstreek Svanetië.

## Geografie
Het Svanetigebergte ligt tussen de Enguri bij Chaisji en de bron van de Tschenistskali bij Tsana onder de Zagaripas. De graad van het gebergte takt bij deze 2620 meter hoge pas af van de hoofdkam van de Grote Kaukasus en loopt in westelijke richting parallel aan de hoofdkam van de Grote Kaukasus naar de 2564 meter hoge Cheledipas, die de verbinding is met het zuidelijker gelegen Egrisigebergte. 
De kam van het gebergte vormt de grens tussen de regio's Racha-Lechkhumi en Kvemo Svaneti en Samegrelo-Zemo Svaneti, alsmede de grens tussen de historische streken Kvemo (Laag) en Zemo (Hoog) Svanetië. Het gebergte is daarnaast de waterscheiding tussen de Engoeri in het noorden en westen en de Tschenistskali in het zuiden. De Cheledoela, een zijrivier van de Tschenistskali, scheidt Svanetië van het Egrisigebergte.
De hoogste berg is de Lahili van 4009 meter boven zeeniveau, gelegen in het westelijke deel van het gebergte. In dit deel van het gebergte zijn kleine gletsjers aanwezig. De Latpari-pas van 2830 meter hoog, tussen de dorpen Davberi en Chvelpi, is de enige met de auto begaanbare pas dwars over het gebergte.

## Flora
Op de bovenste berghellingen groeit (sub)alpiene vegetatie. De lagere hellingen van het Svanetigebergte zijn bedekt met bossen van beuken, sparren en sparren.